# Цітуша Нова
Цітуша Нова ( Ciotusza Nowa) — село в Польщі, у гміні Сусець Томашівського повіту Люблінського воєводства. Розташоване на Закерзонні (в історичному Надсянні). Населення — 506 осіб (2011).

## Історія
1620 року вперше згадується церква східного обряду в Цітуші.
За даними етнографічної експедиції 1869—1870 років під керівництвом Павла Чубинського, у селі переважно проживали римо-католики, меншою мірою — греко-католики, які розмовляли українською мовою.
У 1975—1998 роках село належало до Замойського воєводства.

## Населення
Демографічна структура станом на 31 березня 2011 року:
|          | Загалом | Допрацездатний вік | Працездатний вік | Постпрацездатний вік |
| -------- | ------- | ------------------ | ---------------- | -------------------- |
| Чоловіки | 256     | 67                 | 157              | 32                   |
| Жінки    | 250     | 48                 | 141              | 61                   |
| Разом    | 506     | 115                | 298              | 93                   |